# Hassan Mudhafar Al-Gheilani
Hassan Yousuf Mudhafar Al-Gheilani, gyakran egyszerűen csak Hassan Mudhafar (arabul: حسن يوسف مظفر الغيلاني; Sur, 1980. június 26. –) ománi labdarúgó, az élvonalbeli Al-Oruba SC hátvédje.

## Pályafutása

### A válogatottban
2003 és 2015 között 127 alkalommal játszott ománi válogatottban, és hat gólt szerzett. Részt vett három Ázsia-kupán, hat Öböl-kupán, három világbajnoki selejtezőn, és két Ázsia-játékokon.